# Brian Pippard
Sir Alfred Brian Pippard, ScD, FRS (Earl's Court, Londres, 7 de setembro de 1920 — Cambridge, 21 de setembro de 2008) foi um físico britânico.
Foi professor de física de 1971 a 1984 e membro honorário do Clare Hall, Universidade de Cambridge, do qual foi o primeiro presidente. Foi educado no Clifton College.
Pippard demonstrou a realidade (por oposição a um mero conceito abstracto) de superfície de Fermi nos metais, estabelecendo a forma da superfície de Fermi em cobre através da medição da reflexão e absorção da radiação eletromagnética de microondas (ver o efeito de pele anômala  ). Ele também introduziu a noção de comprimento de coerência em supercondutores em sua proposta para a generalização não-local da London equação  sobre a eletrodinâmica nos superfluidos e supercondutores. O local proposto pelo kernel não Pippard  (inferida a partir de câmaras generalização não-local "do Ohm direito) pode ser deduzido no âmbito do BCS (Bardeen , Cooper e Schrieffer) a teoria da supercondutividade  (uma descrição detalhada da teoria-Pippard Londres pode ser encontrada no livro de Fetter e Walecka ) ). 
Pippard foi o autor de Elementos de Termodinâmica Clássica para estudantes avançados de física,  Dinâmica de Elétrons de Condução,  e da física de Vibração.  Ele também é co-autor dos três-volumes de enciclopédias do século XX Física.  Como o professor de física no Laboratório Cavendish da Universidade de Cambridge, ele instituiu Problemas Cavendish em Física Clássica  como parte do exame dos estudantes de graduação de física em Cambridge. 
Pippard foi o orientador de doutorado de Brian David Josephson (concedido PhD em física em 1964), que em 1973 recebeu o Prêmio Nobel de Física (juntamente com Leo Esaki e Ivar Giaever ) por sua descoberta do que é conhecido como efeito Josephson.